# Małosiłka
Małosiłka (ukr. Малосілка) – wieś na Ukrainie, w obwodzie żytomierskim, w rejonie berdyczowskim, w hromadzie Szwajkiwka. W 2001 liczyła 774 mieszkańców, spośród których 768 wskazało jako ojczysty język ukraiński, a 6 rosyjski.